# 王家彦
王家彦（1588年—1644年），字开美，號尊五，福建莆田人。明末政治人物。天啟壬戌進士，崇禎末官至戶部尚書。李自成破北京，王家彦自縊殉國。

## 生平
天启二年（1622年）进士。授开化知县，四年本省同考，五年调兰溪县。崇祯元年考选，擢刑科给事中。袁崇煥誅毛文龍，有人歸咎於大学士钱龙锡，家彥為他辯解，龙锡得免死。四年升工科右，五年巡视皇城，管工程。七年管王恭厂，加俸一级，升户科左。八年升户科都给事中，九年丁忧归。崇祯十二年（1639年）起為吏科都给事中，此時流寇紛起，民生日蹙，家彦上疏：“催科急者书上考，督责严者号循良，不肖而墨者以束湿济其饕餮，一二贤明吏束于文法，展布莫由。惟稍宽文网，壹令抚绥，盗之聚者可散，散者可不复聚。又旧制捕蝗令，吏部岁九月颁勘合于有司，请实意举行。”皇帝同意。擢大理寺右寺丞，十四年进本寺左少卿。十五年迁太僕寺卿，本年擢户部右侍郎。清军进犯京畿，改任兵部右侍郎，协理京营戎政。
崇祯十七年（1644年）二月，升户部尚书，帝曰：“戎政非家彦不可。”遂留任。不久李自成大軍迫近京師，王家彥分守安定门。城破，家彦從城上跳下，不死，又自缢於民舍，屍身被贼焚毀，残其一臂，家僕收埋其屍。赠太子太保、兵部尚书，谥忠端。清朝時赐谥忠毅。《明史》有傳。

## 著作
有《王忠端公文集》傳世。
- 《城头秋感》遗诗兩首

其一
漠漠寒云起暮笳，烟尘犹未退戎车。
壁门明月临青海，朔野霜风卷白沙。
幕府夜阑蛩复切，严城秋老菊无花。
可怜关塞凄凉甚，荒冢垒垒数万家。
其二
铁笛齐吹汉月秋，壮夫有志竟悠悠。
凄凉关塞寒风集，杳渺河山积雪留。
匹马曾过青草冢，大军昔驻皋兰洲。
平生最厌推卫霍，百战无封亦便休。

## 延伸阅读
[在维基数据编辑]
 《明史卷二百六十五》，出自《明史》

| 官衔          | 官衔                          | 官衔          |
| ------------- | ----------------------------- | ------------- |
| 前任： 楊兆升 | 明朝蘭谿縣知縣 1625年－1629年 | 繼任： 王懋仁 |